# Villa Favorita (Lugano)
Villa Favorita es una mansión y finca histórica en la ciudad suiza de Lugano, especialmente relevante por haber sido residencia de la familia Thyssen-Bornemisza y haber albergado su importante colección de arte entre 1936 y 1992.

## Historia
La villa fue mandada construir en 1687 por Karl Konrad von Beroldingen. En 1732 fue vendida al marqués Giovanni Riva.
Tras el fin de la Primera Guerra Mundial, la villa fue adquirida en 1919 del príncipe Federico Leopoldo de Prusia. Tras la muerte de este príncipe en 1931, el año siguiente fue vendida al barón Heinrich von Thyssen-Bornemisza (1875-1947). Este último convertiría la villa en su residencia principal, tras llegar a un acuerdo fiscal con el cantón del Tesino en el que se localiza la villa. La mudanza del barón a esta casa incluyó la instalación de su importante colección de arte, para la cual se construyó un ala o pabellón con 18 salas, que se inauguró en 1936. 
Cerrado al estallar la Segunda Guerra Mundial en 1939, este museo particular sería reabierto por el joven barón Hans Heinrich (1921-2002) en la década siguiente. Si bien inicialmente el acceso del público era un tanto restringido, este se incrementó ya en el periodo 1960-1980, en parte gracias a la notoriedad que fue ganando la colección al mostrarse obras de ella en varios países. 
A fin de garantizar a largo plazo la pervivencia de la colección familiar, Hans Heinrich planeó ampliar su sede en Villa Favorita y en 1987 publicó un libro con proyectos diseñados por cinco firmas de arquitectos; eligió el de James Stirling, pero no se sintió apoyado por las autoridades locales y decidió trasladar la colección a otro lugar. Con la creación del Museo Thyssen-Bornemisza de Madrid, inaugurado en 1992, el grueso de la pinacoteca abandonó las salas de Villa Favorita, la cual fue también perdiendo uso como residencia de los barones.
En vida de Hans Heinrich, la villa pasaría ser propiedad de su esposa, Carmen Cervera. Esta última vendería la casa en 2015, 13 años después de la muerte de Hans Heinrich, a la familia de Romeo Invernizzi, industrial italiano conocido como el rey de los quesos.

## Descripción
La villa se encuentra en el barrio de Castagnola, en la localidad suiza de Lugano en la orilla norte del lago homónimo, enclavada en un terreno alargado paralelo a este y cuyo núcleo original se encuentra en la parte central del terreno.
En su estado actual la villa presenta un estilo clásico de las villas de la zona, de clara tendencia italianizante. Cuenta con distintos volúmenes, incluyendo el edificio de nueva construcción que albergaba la selección visitable de la colección, y una torre coronada por un mirador abierto en su último piso y con una columna en medio de la abertura.
En el interior de la casa, durante la época que fue de los Thyssen-Bornemisza se encontraban salas como: la sala gótica,  la Frühstückszimmer (en alemán cuarto del desayuno), las salas inglesa y francesa paneladas con madera. Además contaba con habitaciones privadas ricamente decoradas como el vestidor del barón, simulando una tienda de campaña.

### Individuales
1. ↑  Tackett, John J. (20 de junio de 2014). «The Devoted Classicist: Baron Thyssen-Bornemisza at Villa Favorita». The Devoted Classicist (en inglés). Consultado el 21 de septiembre de 2023.
2. ↑  Melguizo, Soraya (29 de enero de 2015). «'Los reyes del queso', nuevos propietarios de Villa Favorita». El Mundo (España). Consultado el 21 de septiembre de 2023.